# La Zarzuela (Tarifa)
La Zarzuela es una aldea perteneciente al municipio español de Tarifa en la provincia de Cádiz, Andalucía.
Núcleo rural TARIFA, de origen agrícola-ganadero.
La Zarzuela tiene 303 habitantes, según el Instituto Nacional de Estadística. La aldea está situada en el sur de la provincia de Cádiz en Andalucía, España. La Zarzuela, como se puede apreciar en el cuadro de la derecha, se encuentra a 77 kilómetros de la ciudad de Cádiz, capital de la provincia del mismo nombre y a 181 kilómetros de Sevilla, capital autonómica de Andalucía.
A tan sólo 2 kilómetros se encuentra otra aldea, El Almarchal de menos habitantes (148 habitantes).
Datos Históricos
A mediados del siglo XIX, Madoz Tobby recoge la Zarzuela como "cortijada" en el término de Tarifa.
Generalmente, estos asentamientos surgen a la "sombra" o amparo de un cortijo. Durante la construcción del mismo, los trabajadores hacían sus viviendas alrededor o cerca del mismo y una vez finalizada, eran empleados en las labores agrícolas y ganaderas. Como ejemplo cabe citar "El cortijo de la Zarzuela" cuyo fundador fue D. José Núñez Reinoso, en aquel tiempo muy amigo del Rey D. Alfonso XIII; luego pasó a la familia Núñez Manso. En la actualidad el mencionado recinto dista mucho del esplendor de antaño.
Según los informes parroquiales de 1920-1921 califica a La Zarzuela como “cortijada” indicando que tenía en esas fechas más de 500 habitantes. 
En las Anotaciones al libro de la Montería  del Rey Alfonso XI se menciona a La Zarzuela en el camino de Tarifa a Algeciras "la Sarzuela es buen monte de puerco en invierno: et es la voceria en la senda que va entre la Sarzuela et Monte Mediano, et otra en la ladera del Forno de la cal. Et es el armada en la Peñuela". Dado que se Alfonso XI vivió del 1311 y falleció en Gibraltar en 1350, no podemos asegurar de que se mencione exactamente el lugar donde actualmente se erige la aldea. Bien es verdad que en dicho libro se menciona con gran detalle las zonas de caza del Campo de Gibraltar.

## Geografía física
Localización geográfica
La Zarzuela se ubica en el sur de la provincia de Cádiz, situada entre montes y colinas, que llaman la atención por la abundancia de aerogeneradores, donde también está la Sierra del Retín. La Zarzuela se sitúa a 35 kilómetros del municipio de Tarifa, al cual pertenece. A 4 kilómetros de la localidad turística de Zahara de los Atunes, y a 15 kilómetros de Barbate.
Clima
Clima mediterráneo oceánico. Ya que tiene inviernos suaves, las temperaturas oscilan entre 6º y 16º grados centígrados. Los veranos suelen ser templados con temperaturas superiores a 25º, aunque, en momentos puntuales se han superado los 40º. 
Los casos excepcionales de temperaturas superiores a 40° se producen cuando se canalizan las brisas interiores del noreste. También en algunas ocasiones se superan los 34º cuando se imponen los vientos del noroeste, que produce en la aldea un pequeño efecto foehn al atravesar los vientos la sierra del Retín. En cambio, como se ha mencionado las temperaturas se mantienen suaves 25º en verano gracias a los vientos del suroeste y oeste que se canalizan desde el mar hasta el pequeño valle de La Zarzuela.
No es un lugar donde llueva demasiado, sin embargo, en invierno suele llover con regularidad. Los vientos de levante que afectan en ocasiones a la zona producen un efecto "secadora" al reducirse de manera considerable la humedad del aire, puesto que son vientos cálidos y secos. Con este viento las probabilidades de lluvia se reducen de forma significativa, mientras que en el valle de La Zarzuela las precipitaciones más abundantes y cuantiosas se producen con vientos del suroeste y sur cargados de abundante humedad y cálidos.
Al igual que en el resto de la zona del Estrecho es importante la influencia del viento, donde destacan el viento de levante y poniente. Esa es la razón de la instalación de diversos parqués eólicos.

## Economía
A pesar de lo que se pueda creer, la población no vive de la agricultura y la ganadería. Ya que esta actividad no genera empleo en la zona, debido a que en estas tierras predominan las explotaciones agrarias de tipo latifundio (predominio de cultivos de trigo y girasol), gestionadas por terratenientes. Más bien vive de la economía generada en torno al sector de la hostelería durante los meses estivales, en definitiva, del turismo de Zahara de los Atunes. 

## Tradiciones
Las fiestas son 'La Velada de Santa Ana', en julio y a mediados de agosto se celebra las jornadas dedicadas a las batucadas que consiste en que varios grupos de batucadas van por las calles del pueblo.
Mantienen  la tradición o costumbre de "la matanza casera del cerdo", en otoño-invierno, la cual congrega a toda la familia y en la que los asistentes pasan un par de jornadas colaborando en el "desguace" del cochino y en la elaboración de diversos productos como morcillas, manteca, tocinos, morcón, longanizas, lomo etc que llenan la despensa durante algunos meses. Cierto es que tal actividad apenas continúa en la actualidad.
Característico del lugar son las reses de vaca retinta, las tagarninas (Scolymus hispanicus) y el Chacarrá.
- Datos: Q18203205